# Sławutycz (1990)
Sławutycz (U510) (ukr. Славутич) – ukraiński okręt dowodzenia i rozpoznawczy. W marcu 2014 roku został zagarnięty przez siły rosyjskie podczas aneksji Krymu.

## Budowa
"Sławutycz" był początkowo budowany dla marynarki ZSRR, jako druga jednostka z serii okrętów rozpoznawczych projektu 10221 (oznaczenie NATO: Bambuk, następnie Kamchatka), pod nazwą "Pridnieprowie". Projekt okrętów oparto na kadłubie dużego trawlera rybackiego proj. 1288 i został opracowany przez biuro CKB Czernomoriec z Sewastopola. Pierwszym okrętem typu była "Kamczatka" (SSW-391), która weszła w skład radzieckiej (następnie rosyjskiej) Floty Oceanu Spokojnego w 1987 roku. 

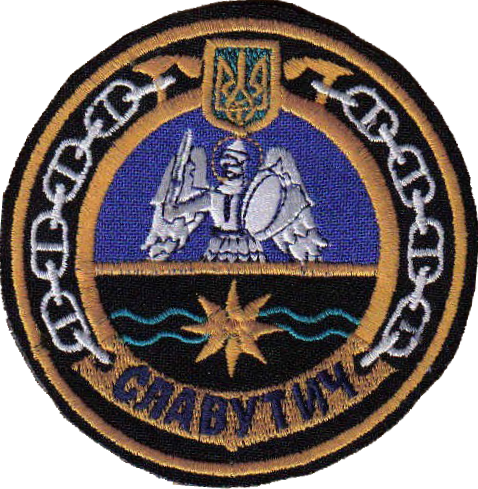

Drugi okręt "Pridnieprowie" (numer burtowy SSW-189) był przewidywany dla Floty Północnej. Stępkę pod jego budowę położono w lipcu 1988 w Stoczni Czarnomorskiej w ówczesnej Ukraińskiej SRR, a kadłub wodowano w styczniu 1990. Na okręcie znajdowała się już część załogi z rosyjskiej Floty Północnej, lecz po rozpadzie ZSRR, w maju 1992 roku, przy stanie prac wyposażeniowych 70%, zarządzeniem ministra obrony Ukrainy, został przejęty przez marynarkę wojenną Ukrainy. 28 lipca 1992 został obsadzony przez załogę ukraińską i podniesiono na nim banderę. Okręt wszedł do służby pod nazwą "Sławutycz", od miasta Sławutycza.
Mimo wejścia do służby, w dalszym ciągu prowadzono na okręcie prace wyposażeniowe, dostosowując go do roli okrętu dowodzenia i wykańczając według uproszczonego projektu. Numer zmodyfikowanego projektu zmieniono na 994 (w kodzie NATO: Kamchatka-mod.).

## Opis
Okręt ma sylwetkę zbliżoną do trawlera, z podniesionym pokładem dziobowym na ok. 2/3 długości. Na dziobie umieszczono małą nadbudówkę ze stanowiskiem działka AK-630 po lewej stronie i poczwórną wyrzutnią rakiet przeciwlotniczych bliskiego zasięgu Strieła-3 po prawej stronie, oraz podwyższonym przeszklonym stanowiskiem obserwacyjnym za nimi. Główna nadbudówka, z mostkiem w przedniej części, ciągnie się przez większość długości okrętu. Znajduje się na niej kratownicowy maszt dziobowy (z dwoma radarami Wajgacz-U i dwoma namiernikami). W rufowej części znajdują się dwa kominy o prostokątnym przekroju, położone po obu burtach, a za nimi podobny do jednostek rybackich bramowy maszt tylny, z czterema podporami. Na podporach masztu z przodu zawieszone są bomy do łodzi motorowych (umieszczonych między kominami a masztem), a na górnej poprzecznej belce ustawione są różne anteny. Za masztem, na rufie znajduje się również działko AK-630 (po prawej stronie) i poczwórna wyrzutnia rakiet przeciwlotniczych Strieła-3 (po lewej stronie), a przed nimi podwyższone stanowisko obserwacyjne.
Uzbrojenie okrętu służy tylko do samoobrony i obejmuje dwa sześciolufowe zestawy przeciwlotnicze obrony bezpośredniej AK-630 (jednakże, bez radarów artyleryjskich) oraz dwie poczwórne wyrzutnie rakiet przeciwlotniczych bliskiego zasięgu Strieła-3. Ponadto, okręt ma działka salutacyjne kalibru 45 mm. Na fotografii z 2012 roku widoczne są również przynajmniej dwie podstawy podwójnie sprzężonych wielkokalibrowych karabinów maszynowych na burtach w części rufowej. W skład pasywnych środków walki wchodzą dwie wyrzutnie celów pozornych PK-16 u podnóża masztu dziobowego. Okręt jest wyposażony w sonar Dniestr.
W stosunku do półbliźniaczej "Kamczatki", "Sławutycz" został ukończony według uproszczonego projektu, posiada zubożone wyposażenie elektroniczne i znacznie różni się od niej zewnętrznie. "Kamczatka" posiada dodatkowo lądowisko śmigłowca oraz hangar na rufie i różni się formą nadbudówek i masztów. Między innymi, nie posiada masztu bramowego na rufie, natomiast na śródokręciu posiada duży obudowany maszt (w formie "żagla"), stanowiący podstawę dla anten systemów rozpoznawczych.

## Służba

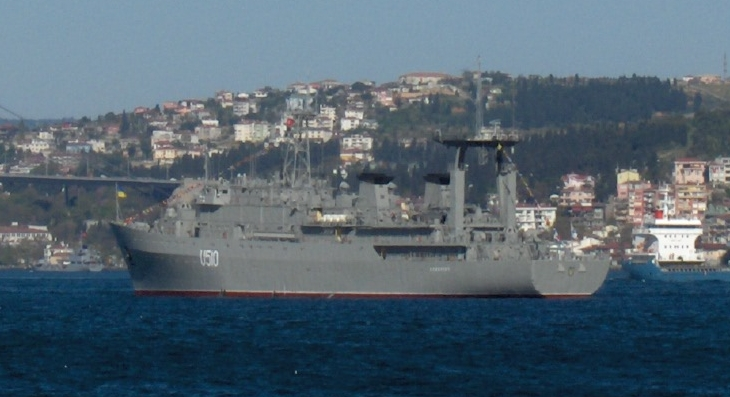
"Sławutycz" w 2007

Prace wyposażeniowe zakończono w grudniu 1992 r. i okręt przybył do Sewastopola. Nosił początkowo numer burtowy SSW-189, następnie 880, a od czerwca 1994 r. U510. W kolejnych latach pełnił funkcje reprezentacyjne, składając m.in. wizyty w portach zagranicznych i biorąc udział w międzynarodowych manewrach na Morzu Czarnym i Śródziemnym. W 2000 roku odwiedził Nowy Jork w USA.
10 grudnia 1997 na okręcie wybuchł pożar w magazynie na dolnym pokładzie, lecz został ugaszony z pomocą holownika "Kremieniec" i rosyjskich jednostek SB-5, WM-154 i PŻK-45. Nie było ofiar, a okręt został wyremontowany.

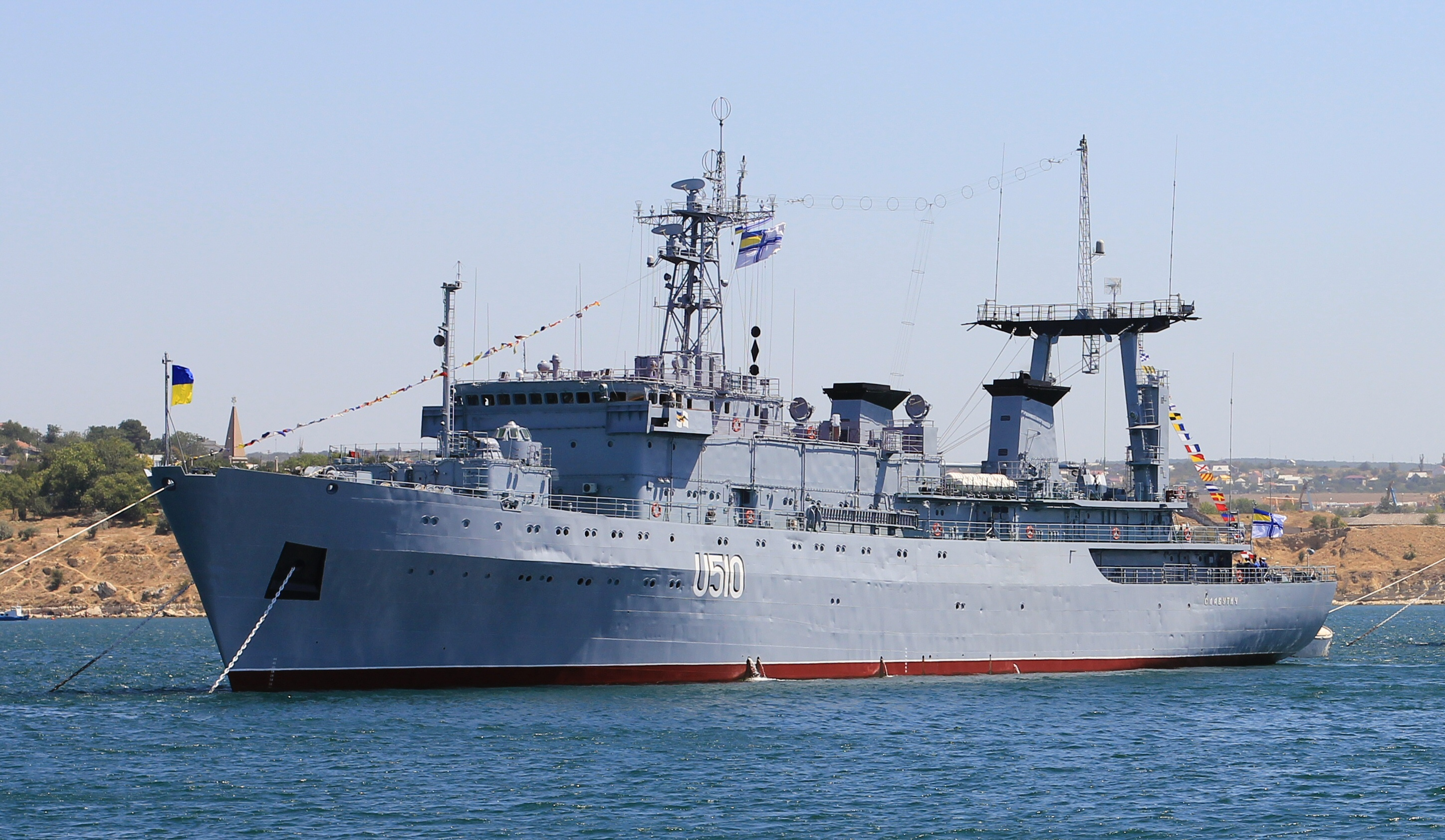
"Sławutycz" w 2012

Między 26 października a 4 listopada 1998 roku brał udział w ćwiczeniach floty Ukrainy Sea Brease-98 na Morzu Czarnym, z udziałem sił głównych państw NATO i państw czarnomorskich. Uczestniczył w licznych ćwiczeniach międzynarodowych, w tym z marynarkami państw NATO. Między innymi, reprezentował marynarkę ukraińską w rejsach powołanego z inicjatywy Turcji międzynarodowego zespołu Black Sea Naval Force (BLACKSEAFOR) na Morzu Czarnym, z okrętami wszystkich państw czarnomorskich w latach: 2002 (sierpień), 2005 (sierpień), 2006 (kwiecień i sierpień), 2007 (kwiecień i sierpień), 2008 (sierpień), 2009 (kwiecień i sierpień), 2010 (kwiecień), 2011 (kwiecień), 2012 (sierpień) i 2013 (sierpień/wrzesień).
Wieczorem 22 marca 2014 r., podczas kryzysu krymskiego, okręt przebywający w Zatoce Sewastopolskiej i blokowany tam od końca lutego przez rosyjskie holowniki, został przejęty siłą przez oddziały rosyjskie i 23 marca podniesiono na nim banderę rosyjską. Wcześniej 4 marca podjęto nieudaną próbę abordażu okrętu, która została odparta. W marcu 2020 roku nadal pozostawał pod kontrolą rosyjską w Sewastopolu. Jego dalszy status jest nieznany (stan na 2023).